# Свети мученици Тарах, Пров и Андроник
Свети мученици Тарах, Пров и Андроник су ранохришћански мученици и светитељи из  4. века. 
Страдали су у време прогона хришћана од стране цара Диоклецијана и Максимијана. 
Тарах је био родом из Клавдиопоља у Сирији; Пров из Сиде Памфилијске, а Андроник — син знаменитог грађанина Ефеса. Мучени су заједно од стране антипата Нумерија Максима. Ухапшени су у граду Помпеопољу и доведени пред проконзула Максима на суд. Због одбијања да се одрекну хришћанске вере стављени су на тешке муке. 
Након мучења Тарах, Пров и Андроник бачени су зверима да их растргну. Звери их нису напале, чак су и лизале њихове ране. На крају су мачевима избодени и на комаде исечени.
Три хришћанина: Макарије, Феликс и Верије, који присуствовали убиству светих мученика, током ноћи су узели њихова тела, како би их достјно сахранили .
Православна црква прославља свете мученике Тараха, Прова и Андроника 12.(25) октобра.